# Phaonia inenarrabilis
Phaonia inenarrabilis är en tvåvingeart som beskrevs av Huckett 1965. Phaonia inenarrabilis ingår i släktet Phaonia och familjen husflugor. Inga underarter finns listade i Catalogue of Life.